# Alchemilla farinosa
Alchemilla farinosa es una especie de planta del género Alchemilla, perteneciente a la familia Rosaceae.

## Taxonomía
Alchemilla farinosa fue descrita por S. E. Fröhner en 1969.

## Distribución
Se encuentra en el territorio de Irán.